# Burzyk białobrody
Burzyk białobrody (Procellaria aequinoctialis) – gatunek dużego wędrownego ptaka oceanicznego z rodziny burzykowatych (Procellariidae). Narażony na wyginięcie.

## Taksonomia
Jest to gatunek monotypowy. Za jego podgatunek uznawano dawniej burzyka okularowego (P. conspicillata), a niekiedy także burzyka czarnego (P. parkinsoni) i ciemnego (P. westlandica). Kolejne proponowane podgatunki uznano za nieważne ze względu na duże zróżnicowanie osobnicze.

## Występowanie i biotop
Występuje na oceanach półkuli południowej. Obserwowany wokół wybrzeży Republiki Południowej Afryki podczas zimowych wędrówek ławic sardynek. Gniazduje na Georgii Południowej (posiadłość brytyjska), Wyspach Księcia Edwarda (RPA), Wyspach Crozeta i Wyspach Kerguelena (Francuskie Terytoria Południowe), Wyspach Auckland, Wyspach Campbella i Wyspach Antypodów (Nowa Zelandia) oraz w niewielkiej liczbie na Falklandach.

## Morfologia
Długość ciała około 54 cm. Upierzenie ciemnobrązowe z białymi plamami po obu stronach głowy; dziób jasnozielony, nogi ciemne. Brak dymorfizmu płciowego – młode ptaki podobne do dorosłych.

## Ekologia i zachowanie

### Tryb życia
Ptak przystosowany do życia na otwartym oceanie – często gromadzi się w pobliżu trawlerów, w poszukiwaniu resztek pokarmu, które zbiera z powierzchni wody.

### Pożywienie
Pokarm stanowią ryby, kałamarnice i skorupiaki.

### Lęgi
Składanie jaj trwa zazwyczaj od połowy października do połowy listopada. Samica składa 1 białe jajo w podziemnej norze. Młode są pełni opierzone zazwyczaj pod koniec kwietnia.

## Status i zagrożenia
Międzynarodowa Unia Ochrony Przyrody (IUCN) uznaje burzyka białobrodego za gatunek narażony na wyginięcie (VU – Vulnerable) nieprzerwanie od 2000 roku. Liczebność światowej populacji szacuje się na około 3 miliony dorosłych osobników. Globalny trend liczebności populacji uznawany jest za spadkowy. Wśród głównych zagrożeń dla gatunku wymienia się zaplątywanie się w rybackie sieci oraz drapieżnictwo inwazyjnych i introdukowanych na wyspy ssaków, w tym szczurów i kotów.